# 詹姆士·托根
詹姆士·史都華·托根（英語：James Stewart Tolkan，1931年6月20日—）是一名美國男演員。知名於《回到未来》（1985年）及其兩部續集中飾演的史特里克蘭老師（Mr. Strickland）。其他作品如《爱与死》（1975年）、《捍衛戰士》（1986年）、《決勝時空戰區》（1987年）和《狄克·崔西》（1990年）。

## 早期生活
詹姆士·托根出生於密西根州卡盧梅特，是黛兒·尼科爾斯（Dale Nichols）和牛販拉爾夫·M·托根（Ralph M. Tolkan）的兒子。托根曾就讀爱荷华大学、安科學院、東亞利桑那學院和演員工作室。他曾在美國海軍的USS桑多瓦爾APA-194航母上服役，但因心臟問題而在一年內驗退。

## 外部連結
- 詹姆士·托根在互联网电影资料库（IMDb）上的資料（英文）
- 互联网外百老汇数据库（IOBDB）上詹姆士·托根的資料（英文）